# Мари-Олма
Мари-Олма (мар. Кожласола) — деревня в Куженерском районе Республики Марий Эл. Входит в состав Юледурского сельского поселения.

## География
Находится в северо-восточной части республики Марий Эл на расстоянии приблизительно 21 км на восток от районного центра посёлка Куженер.

## История
Известна со второй половины XVIII века. В 1859 году она состояла из 17 дворов, в ней проживало 150 человек. В 1874 году в деревне было 46 дворов, проживало 252 человека (мари). В 1943 году деревня состояла из 50 дворов с населением 174 человека, в 1949 году 52 двора, проживало 197 человек, В 2005 году в деревне насчитывалось 43 двора. В советское время работали колхозы «Красный Восток», позднее СПК "Колхоз «Рассвет».

## Население
Население составляло 119 человек (мари 99 %) в 2002 году, 88 в 2010.